# Decatur County (Kansas)
Decatur County ist ein County im Bundesstaat Kansas der Vereinigten Staaten. Der Verwaltungssitz (County Seat) ist Oberlin. Das U.S. Census Bureau hat bei der Volkszählung 2020 eine Einwohnerzahl von 2764 ermittelt.

## Geographie
Das County liegt im Nordwesten von Kansas, grenzt im Norden an Nebraska und hat eine Fläche von 2316 Quadratkilometern, wovon zwei Quadratkilometer Wasserfläche sind. Es grenzt in Kansas im Uhrzeigersinn an die Countys Norton County, Sheridan County, Thomas County und Rawlins County.

## Geschichte
Decatur County wurde am 20. März 1873 aus Teilen des Norton County gebildet und hatte ab dem 15. Dezember 1879 eine eigene Verwaltung. Benannt wurde es nach Stephen Decatur, einem US-amerikanischen Marine-Offizier.
Zwei Gebäude des Countys sind im National Register of Historic Places eingetragen.

## Demografische Daten

Alterspyramide des Decatur Countys (Stand: 2000)

Nach der Volkszählung im Jahr 2000 lebten im Decatur County 3472 Menschen in 1494 Haushalten und 981 Familien im Decatur County. Die Bevölkerungsdichte betrug 2 Einwohner pro Quadratkilometer. Ethnisch betrachtet setzte sich die Bevölkerung zusammen aus 97,87 Prozent Weißen, 0,52 Prozent Afroamerikanern, 0,09 Prozent amerikanischen Ureinwohnern, 0,14 Prozent Asiaten, 0,12 Prozent Bewohnern aus dem pazifischen Inselraum und 0,37 Prozent aus anderen ethnischen Gruppen; 0,89 Prozent stammten von zwei oder mehr Ethnien ab. 0,98 Prozent der Bevölkerung waren spanischer oder lateinamerikanischer Abstammung.
Von den 1494 Haushalten hatten 25,8 Prozent Kinder unter 18 Jahren, die mit ihnen gemeinsam lebten. 57,0 Prozent waren verheiratete, zusammenlebende Paare, 5,6 Prozent waren allein erziehende Mütter und 34,3 Prozent waren keine Familien. 32,8 Prozent aller Haushalte waren Singlehaushalte und in 17,5 Prozent lebten Menschen mit 65 Jahren oder darüber. Die Durchschnittshaushaltsgröße betrug 2,24 und die durchschnittliche Familiengröße betrug 2,83 Personen.
23,6 Prozent der Bevölkerung waren unter 18 Jahre alt. 4,7 Prozent zwischen 18 und 24 Jahre, 22,9 Prozent zwischen 25 und 44 Jahre, 22,6 Prozent zwischen 45 und 64 Jahre und 26,2 Prozent waren 65 Jahre alt oder älter. Das Durchschnittsalter betrug 44 Jahre. Auf 100 weibliche Personen kamen 97,5 männliche Personen. Auf 100 erwachsene Frauen ab 18 Jahren kamen 91,4 Männer.
Das jährliche Durchschnittseinkommen eines Haushalts betrug 30.257 USD, das Durchschnittseinkommen einer Familie betrug 34.982 USD. Männer hatten ein Durchschnittseinkommen von 25.139 USD, Frauen 17.368 USD. Das Prokopfeinkommen betrug 16.348 USD.
8,0 Prozent der Familien und 11,6 Prozent der Bevölkerung lebten unterhalb der Armutsgrenze.

## Orte im County
- Allison
- Cedar Bluffs
- Dresden
- Jennings
- Kanona
- Leoville
- Lyle
- Norcatur
- Oberlin
- Traer

Townships
- Allison Township
- Altory Township
- Bassettville Township
- Beaver Township
- Center Township
- Cook Township
- Custer Township
- Dresden Township
- Finley Township
- Garfield Township
- Grant Township
- Harlan Township
- Jennings Township
- Liberty Township
- Lincoln Township
- Logan Township
- Lyon Township
- Oberlin Township
- Olive Township
- Pleasant Valley Township
- Prairie Dog Township
- Roosevelt Township
- Sappa Township
- Sherman Township
- Summit Township